# Franzosenfriedhof Jüterbog

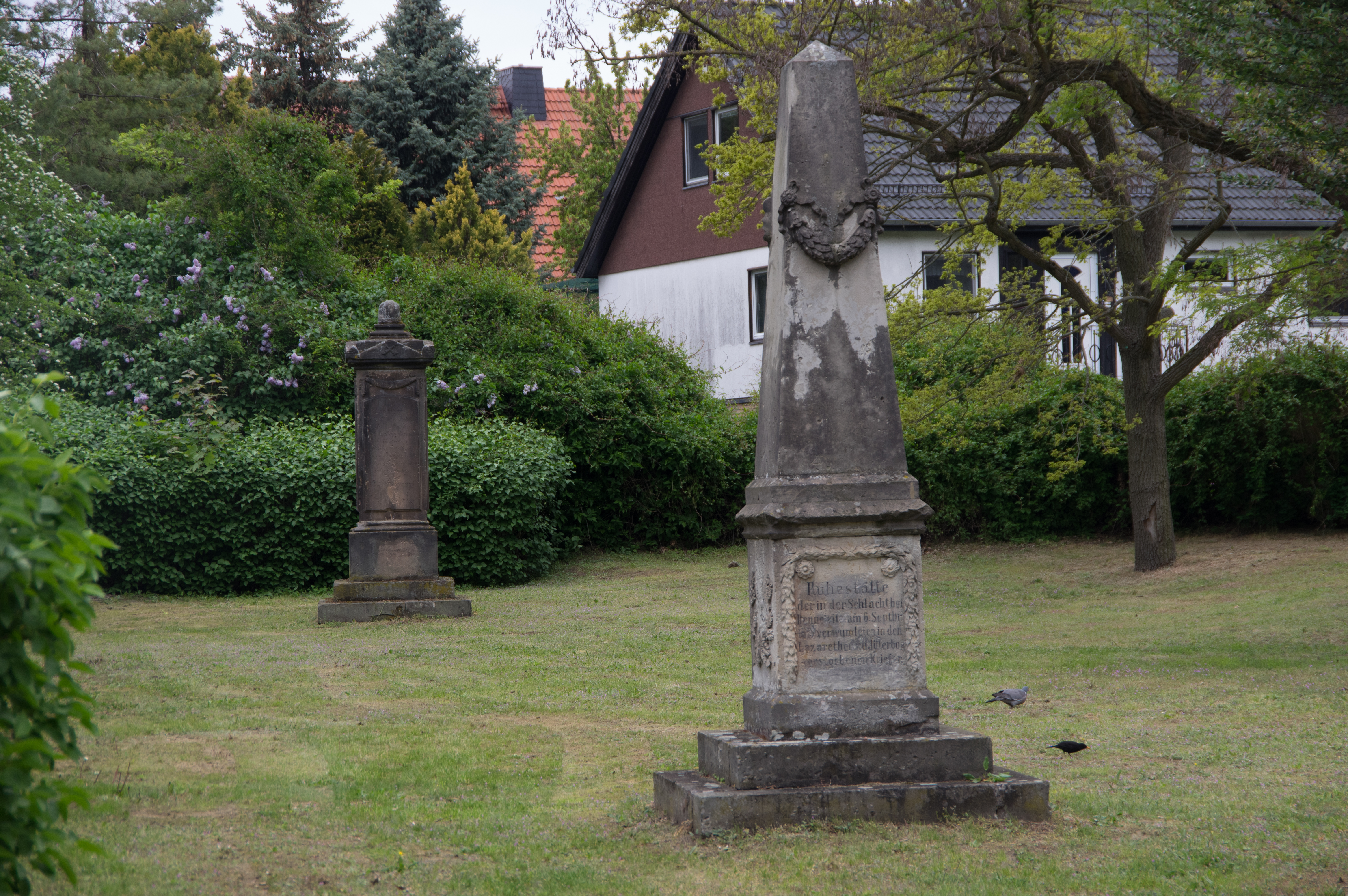
Der Franzosenfriedhof am Birkenweg

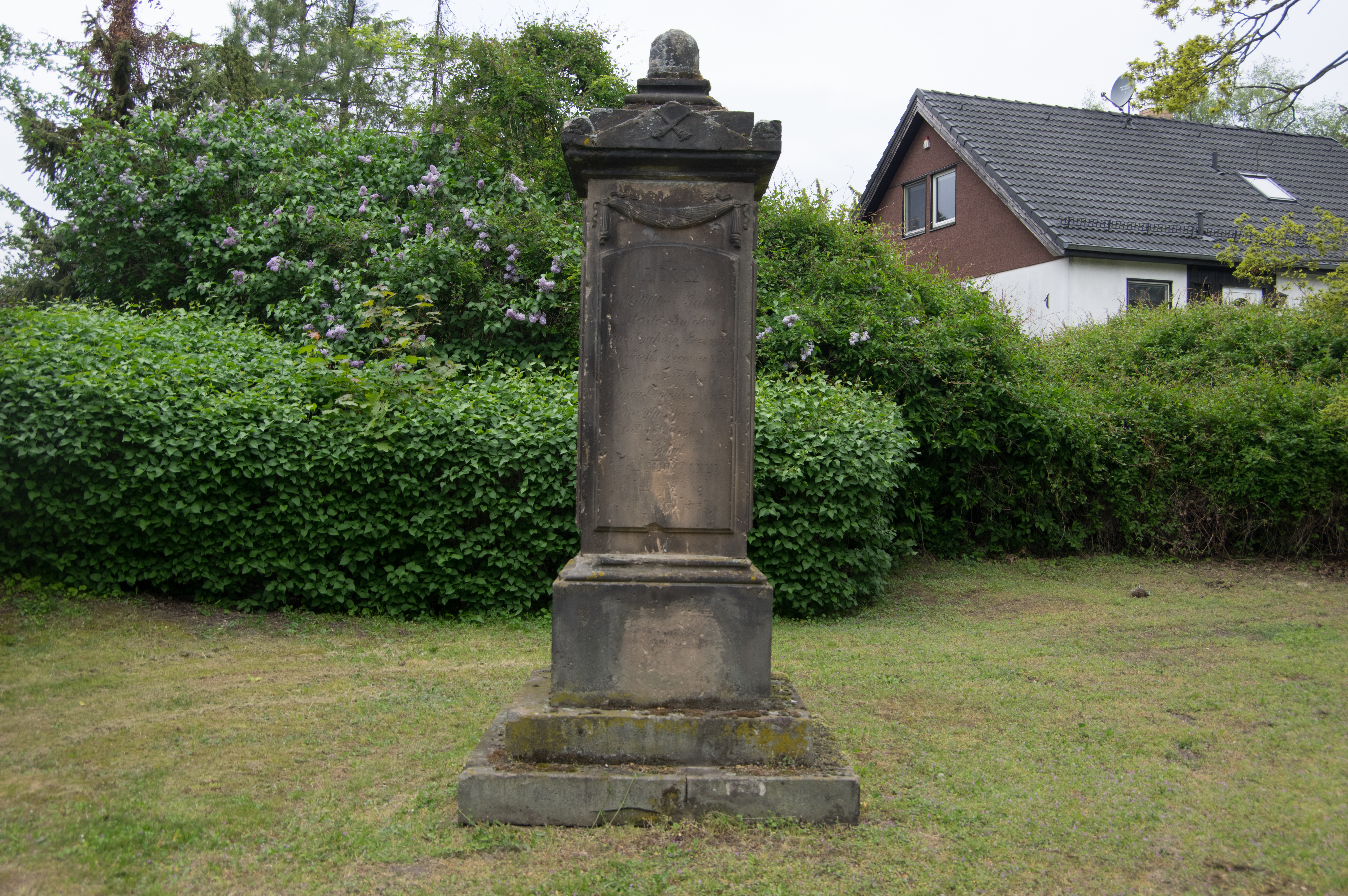
Der Gedenkstein an die französischen Kriegsgefangenen

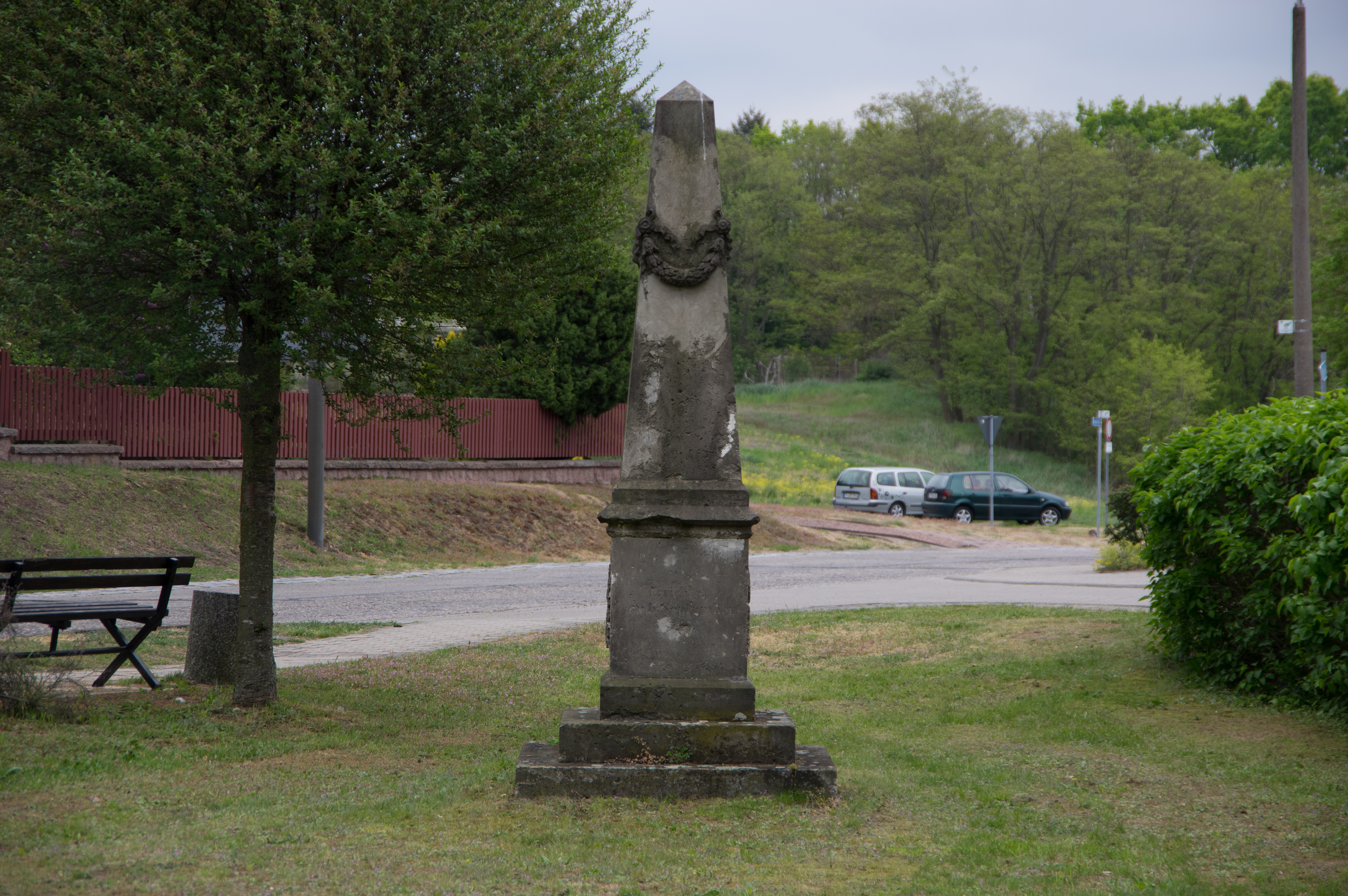
Der Gedenkstein für die Schlacht von Dennewitz

Der Franzosenfriedhof Jüterbog befindet sich in Jüterbog im Landkreis Teltow-Fläming in Brandenburg an der Ecke Birkenweg/Neuheimer Weg. Der Friedhof steht unter Denkmalschutz.
Der Friedhof ist schlicht gehalten. Bis auf zwei Gedenksteine befindet sich nichts auf der Rasenfläche. Die dreieckige Fläche zwischen Birkenweg und Neuheimer Weg ist von einer Hecke von Zierpflanzen umgeben. Angelegt wurde der Friedhof nach dem Deutsch-Französischen Krieg 1870/1871. Hier wurden französische Kriegsgefangene beerdigt, die unter anderem bei dem Bau des Alten Lagers gestorben waren.
Auf dem Friedhof befindet sich ein Gedenkstein für französische Kriegsgefangene. Dieser Gedenkstein befand sich ursprünglich auf einem Friedhof beim Alten Lager und wurde dort im Jahre 1871 aufgestellt. Errichtet wurde der Gedenkstein vom französischen Staat. Auf dem Gedenkstein befinden sich auf zwei Seiten lateinische Inschriften, die allerdings nur noch teilweise lesbar sind. Auf der Vorderseite steht: „Militibus Gallis Morte … Juterboghum Saxoniae Reductis Decessu Pro Terrena ... Gloria Coelestern Non Immerito Sperantis Patria … posuit. A.D. MDCCCLXXI“. Die Übersetzung: Den aus Sachsen nach Jüterbog abgeführten zu Tode gekommen französischen Kriegern, die durch den Tod statt irdischen Gewinns himmlische Ehre nicht unverdienst erhofften, hat das ... Vaterland (diesen Gedenkstein) errichtet im Jahre des Herrens 1871. Auf der Rückseite befindet sich folgende nicht vollständige Inschrift: „Scio quod Redemptor meus vivit Et de Terra …“.  Vollständig heißt es wohl: „Scio quod Redemptor meus vivit Et de Terra surrectus sum“ (deutsch: Ich weiß, dass mein Erlöser lebt, und aus der Erde werde ich auferstehen.)
Der zweite Gedenkstein auf dem Friedhof gedenkt an die Schlacht bei Dennewitz. Diese Schlacht fand am 6. September 1813 als Teil der Befreiungskriege statt. Auf einem Sockel befindet sich ein Pyramidenaufsatz mit einer Inschrift: „Ruhestätte der in der Schlacht bei Dennewitz verwundeten in den Lazaretten zu Jüterbog verstorbenen Krieger“. An den Seiten befindet sich Reliefs von Eichenlaub. Auf der Rückseite die unvollständige Inschrift: „Errichtet … 3“ (wohl: 1883).